# ルプツォフスク
座標: 北緯51度31分 東経81度12分 / 北緯51.517度 東経81.200度

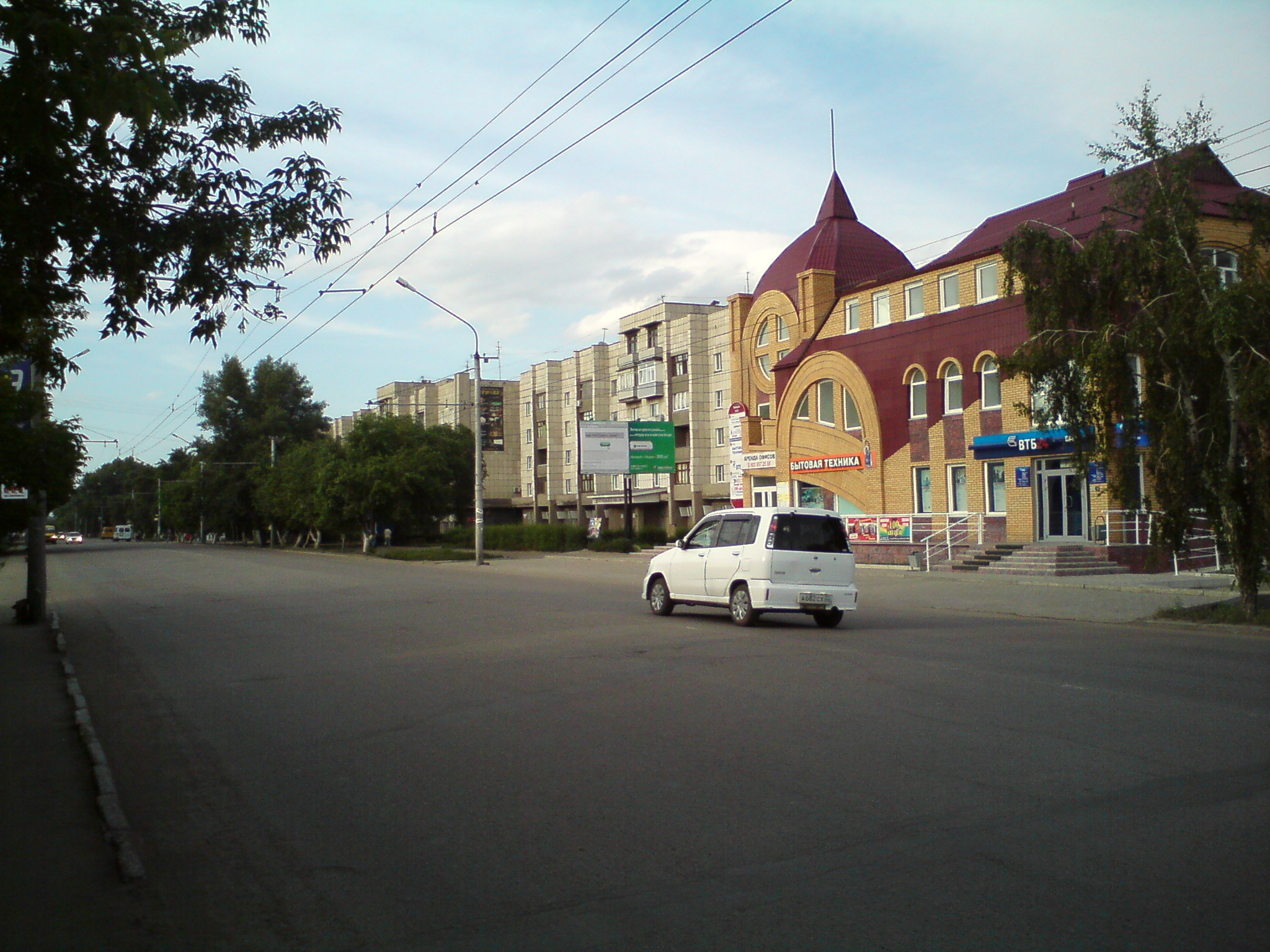
ルプツォフスク

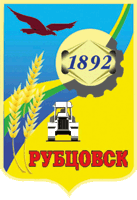
ルブツォフスクの紋章

ルプツォフスク（ルプツォーフスク、ルブツォフスク、ロシア語: Рубцо́вск、ラテン文字表記の例: Rubtsovsk）は、ロシア・シベリア連邦管区のアルタイ地方南西部にある都市。人口は12万6834人（2021年）。

## 地理
オビ川の支流アレイ川沿いに位置する。州都バルナウルからは南西へ281km。ロシアとカザフスタンとの国境に近い。バルナウルとカザフスタンのセメイ（旧称セミパラチンスク）を結ぶ鉄道や道路が通る。
周囲はステップとなっている。気候は大陸性気候で、1月の平均気温は-17.5度と低く、7月の平均気温は20.5度に達する。年平均降水量は370mm。

## 歴史
1886年にルプツォヴォ村（Рубцово）ができ、後にルプツォフカ村と改称された。ルプゾヴォという地名は、ヴォルガ川流域のサマーラ県からこの地へ来て村を築いた最初の入植者であるミハイル・ルプツォフの名にちなんでいる。1892年には住民に対して土地使用の権利が認められた。この年がルプツォフスク誕生の年とされている。
1915年にはノヴォニコラエフスク（現在のノヴォシビルスク）＝バルナウル＝セミパラチンスク間の鉄道が開通し、沿線のルプツォフカは発展の機会を得た。この鉄道は後にトルキスタン・シベリア鉄道の一部となっている。
1927年には現在の地名であるルプツォフスクと改められ、市の地位を与えられた。
第二次世界大戦中には、オデッサの農機械工場やハリコフのトラクター工場がルプツォフスクに疎開してきた。この結果、1939年には18,000人だった人口は、1959年には111,000人へと増加している。第二次大戦後には捕虜となったドイツ兵や日本兵の収容所が置かれた。

## 文化

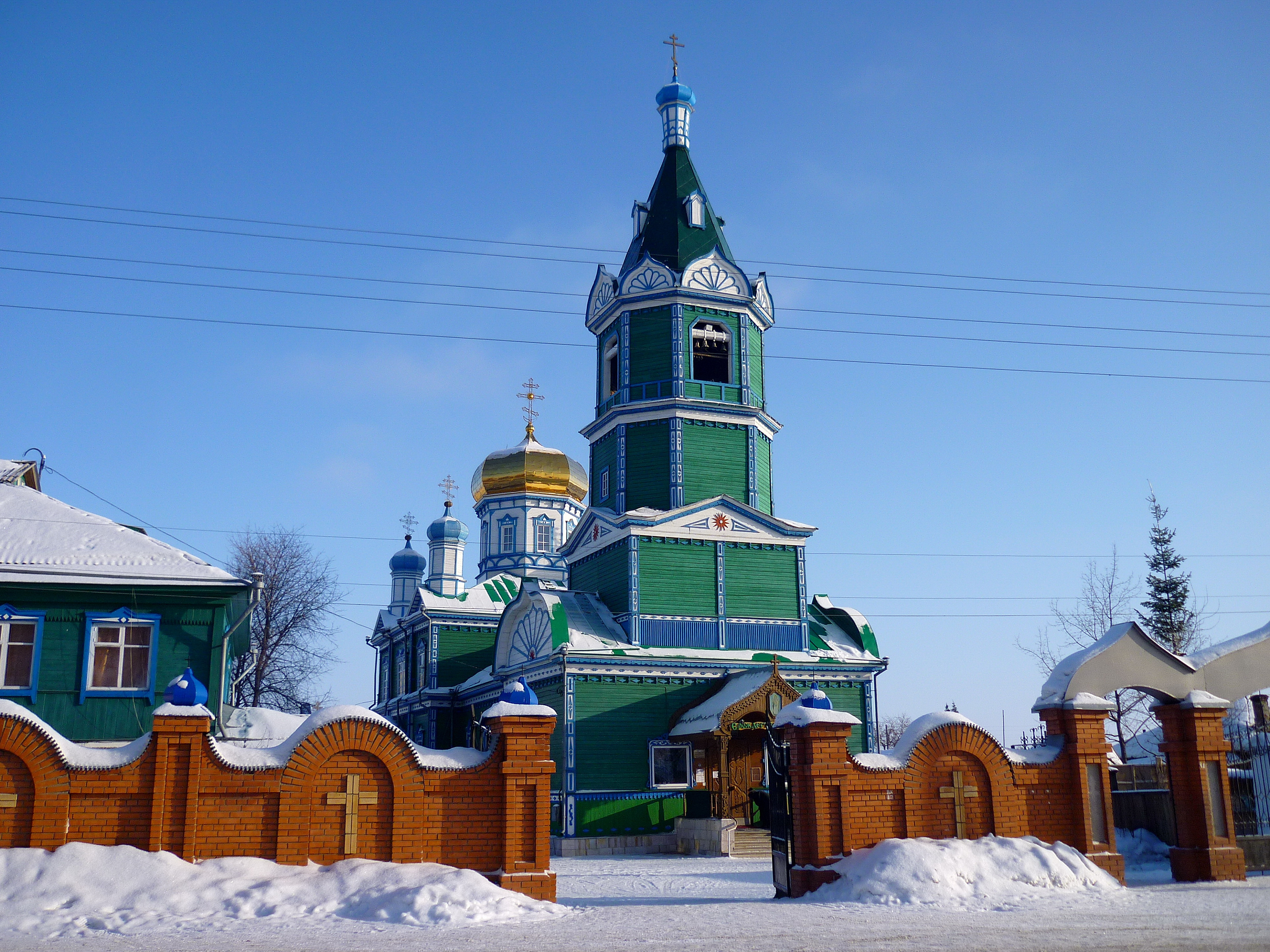
神使ミハイル聖堂

ルプツォフスクにはドラマ劇場や博物館などの文化施設が揃う。
市内には1906年に建てられた木造の神使ミハイル聖堂（ツェールコフ・アルハンゲラ）が保存されている。
市内の高等教育機関には、バルナウルにあるアルタイ技術大学の分校などがある。

## 経済
市内の大きな工場には、農機械工場「シブアグロマーシュ」（シベリア農業機械）、およびトラクター工場「JSC "アルトトラク"」（アルタイ・トラクター）がある。その他農業用機械工場、自動車関連工場、機械工場などが立地する。また軽工業や食品工業などもある。

## 人口推移
- 17万1792人（1989年）
- 16万3063人（2002年）
- 15万5366人（2009年）
- 12万6834人（2021年）

## 出身者
- ライサ・ゴルバチョワ - ミハイル・ゴルバチョフ夫人、旧ソ連のファーストレディー。
- アナトール・ウゴルスキ - ピアニスト
- ウラジーミル・ルイシコフ - 政治家
- ボリス・エイフマン - バレエダンサー、振付家